# Acalypha hainanensis
Acalypha hainanensis é uma espécie de flor do gênero Acalypha, pertencente à família Euphorbiaceae.